# Concistori di papa Clemente XII

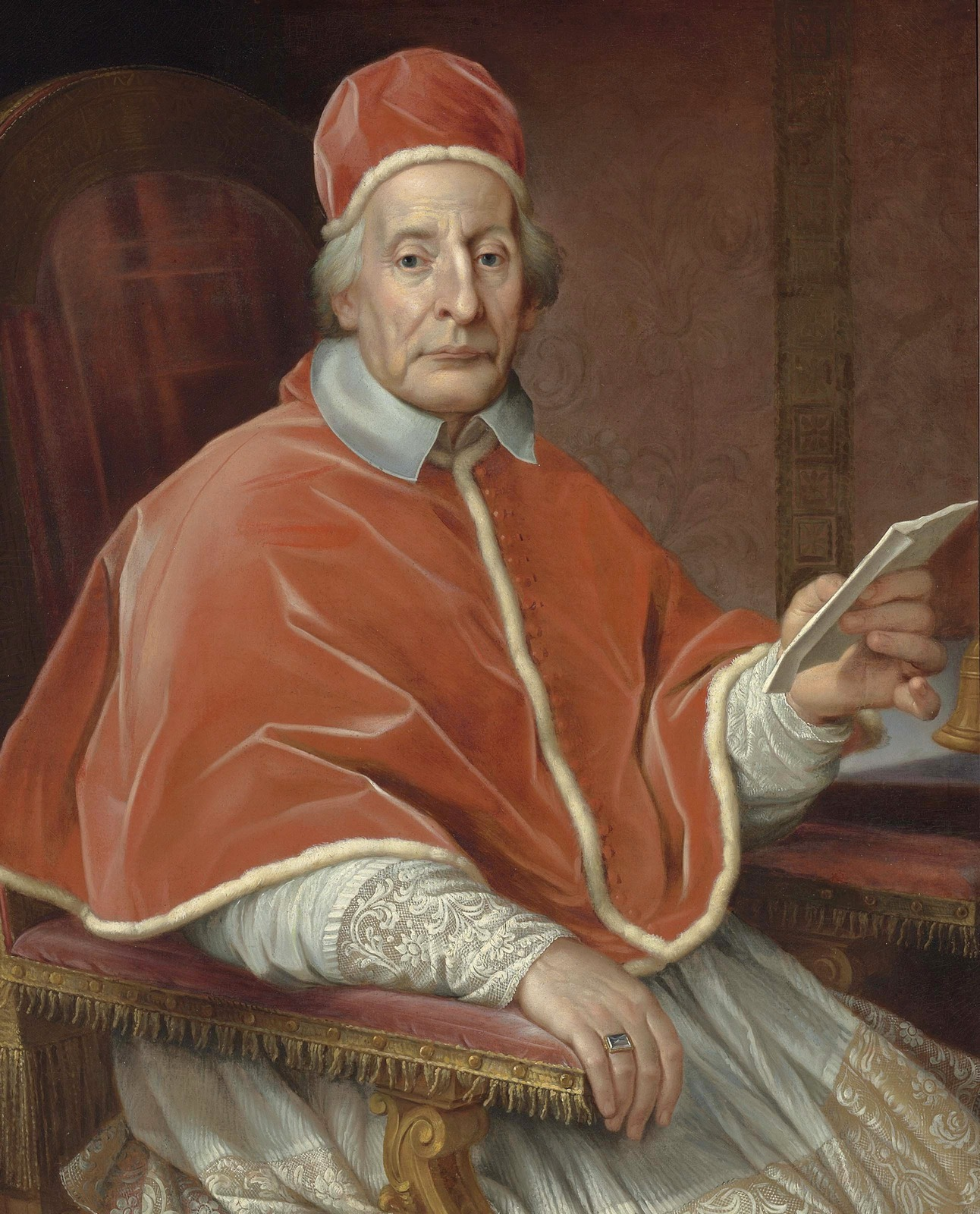
Papa Clemente XII

Questa voce raccoglie l'elenco completo dei concistori per la creazione di nuovi cardinali presieduti da papa Clemente XII, con l'indicazione di tutti i cardinali creati (35 nuovi cardinali in 15 concistori). I nomi sono posti in ordine di creazione.

## 14 agosto 1730 (I)
- Neri Maria Corsini, nipote di Sua Santità, uditore dei Tribunali della Segnatura Apostolica; creato cardinale diacono (riservato in pectore, pubblicato l'11 dicembre con la diaconia di Sant'Adriano al Foro); deceduto il 6 dicembre 1770.

## 2 ottobre 1730 (II)
- Alessandro Aldobrandini, arcivescovo titolare di Rodi, nunzio apostolico in Spagna; cardinale presbitero dei Santi Quattro Coronati (titolo ricevuto nel settembre 1731); deceduto il 14 agosto 1734;
- Girolamo Grimaldi, arcivescovo titolare di Edessa di Osroene, nunzio apostolico in Austria; cardinale presbitero di Santa Balbina (titolo ricevuto nel settembre 1731); deceduto il 18 novembre 1733;
- Bartolomeo Massei, arcivescovo titolare di Atene, nunzio apostolico in Francia; creato cardinale presbitero di Sant'Agostino (titolo ricevuto nel gennaio 1731); deceduto il 20 novembre 1745;
- Bartolomeo Ruspoli, segretario emerito della S.C. de Propaganda Fide; creato cardinale diacono dei Santi Cosma e Damiano; deceduto il 21 maggio 1741.

## 24 settembre 1731 (III)
- Vincenzo Bichi, arcivescovo titolare di Laodicea di Frigia, nunzio apostolico emerito in Portogallo; creato cardinale presbitero di San Pietro in Montorio (titolo ricevuto il 31 marzo 1732); deceduto l'11 febbraio 1750;
- Sinibaldo Doria, arcivescovo di Benevento; creato cardinale presbitero di San Girolamo dei Croati; deceduto il 2 dicembre 1733;
- Giuseppe Firrao, senior, arcivescovo-vescovo di Aversa, nunzio apostolico emerito in Portogallo; creato cardinale presbitero di San Tommaso in Parione; deceduto il 24 ottobre 1744;
- Antonio Saverio Gentili, arcivescovo titolare di Petra, segretario della S.C. del Concilio; creato cardinale presbitero di Santo Stefano al Monte Celio; deceduto il 13 marzo 1753;
- Giovanni Antonio Guadagni, O.C.D., nipote di Sua Santità, vescovo di Arezzo; creato cardinale presbitero dei Santi Silvestro e Martino ai Monti; deceduto il 15 gennaio 1759.

## 1º ottobre 1732 (IV)
- Troiano Acquaviva d'Aragona, arcivescovo titolare di Larissa, prefetto del Sacro Palazzo Apostolico; creato cardinale presbitero dei Santi Quirico e Giulitta; deceduto il 20 marzo 1747;
- Agapito Mosca, parente di papa Clemente XI, chierico della Camera Apostolica; creato cardinale diacono di San Giorgio in Velabro; deceduto il 21 agosto 1760.

## 2 marzo 1733 (V)
- Domenico Riviera, segretario emerito della S.C. Concistoriale e del Sacro Collegio; creato cardinale presbitero dei Santi Quirico e Giulitta; deceduto il 2 novembre 1752.

## 28 settembre 1733 (VI)
- Marcello Passari, arcivescovo titolare di Nazianzo; creato cardinale presbitero di Santa Maria in Ara Coeli; deceduto il 25 settembre 1741;
- Giovanni Battista Spinola, governatore di Roma e vice-camerlengo di Santa Romana Chiesa; creato cardinale diacono di San Cesareo in Palatio; deceduto il 20 agosto 1752.

## 24 marzo 1734 (VII)
- Pompeo Aldrovandi, patriarca titolare di Gerusalemme dei Latini, vice-camerlengo di Santa Romana Chiesa; creato cardinale presbitero di Sant'Eusebio; deceduto il 6 gennaio 1752;
- Serafino Cenci, arcivescovo di Benevento; creato cardinale presbitero di Sant'Agnese fuori le mura; deceduto il 24 giugno 1740;
- Pietro Maria Pieri, O.S.M., priore generale del suo Ordine; creato cardinale presbitero di San Giovanni a Porta Latina; deceduto il 27 gennaio 1743;
- Giacomo Lanfredini, segretario della S.C. del Concilio; creato cardinale diacono di Santa Maria in Portico Campitelli; deceduto il 16 maggio 1741.

## 17 gennaio 1735 (VIII)
- Giuseppe Spinelli, arcivescovo di Napoli; creato cardinale presbitero di Santa Pudenziana; deceduto il 12 aprile 1763.

## 19 dicembre 1735 (IX)
- Luigi Antonio di Borbone-Spagna, amministratore apostolico di Toledo; cardinale diacono di Santa Maria della Scala; rinuncia al cardinalato il 18 dicembre 1754; morto il 7 agosto 1785.

## 20 dicembre 1737 (X)
- Tomás de Almeida, patriarca di Lisbona; creato cardinale presbitero; deceduto il 27 febbraio 1754, senza essersi mai recato a Roma per ricevere il titolo;
- Henri-Osvald de la Tour d'Auvergne de Bouillon, arcivescovo di Vienne; creato cardinale presbitero di San Callisto (titolo ricevuto il 16 settembre 1740); deceduto il 23 aprile 1747;
- Joseph Dominicus von Lamberg, vescovo di Passavia; creato cardinale presbitero di San Pietro in Montorio (titolo ricevuto il 16 settembre 1740); deceduto il 30 agosto 1761;
- Gaspar de Molina y Oviedo, O.E.S.A., vescovo di Malaga; creato cardinale presbitero; deceduto il 30 agosto 1744, senza essersi mai recato a Roma per ricevere il titolo;
- Jan Aleksander Lipski, vescovo di Cracovia; creato cardinale presbitero; deceduto il 20 febbraio 1746, senza essersi mai recato a Roma per ricevere il titolo;
- Raniero d'Elci, arcivescovo di Ferrara; creato cardinale presbitero di Santa Sabina (riservato in pectore, pubblicato il 23 giugno 1738); deceduto il 22 giugno 1761;
- Carlo della Torre di Rezzonico, uditore della Sacra Rota Romana; cardinale diacono di San Nicola in Carcere; poi eletto papa con il nome di Clemente XIII il 6 luglio del 1758; deceduto il 2 febbraio 1769.

## 23 giugno 1738 (XI)
- Domenico Silvio Passionei, arcivescovo titolare di Efeso, nunzio apostolico in Austria; creato cardinale presbitero di San Bernardo alle Terme; deceduto il 5 luglio 1761.

## 19 dicembre 1738 (XII)
- Silvio Valenti Gonzaga, arcivescovo titolare di Nicea, nunzio apostolico emerito in Spagna; cardinale presbitero di Santa Prisca (titolo ricevuto il 16 settembre 1740); deceduto il 28 agosto 1756.

## 23 febbraio 1739 (XIII)
- Carlo Gaetano Stampa, arcivescovo di Milano; creato cardinale presbitero dei Santi Bonifacio e Alessio (titolo ricevuto il 16 settembre 1740); deceduto il 23 dicembre 1742;
- Pierre Guérin de Tencin, arcivescovo di Embrun; creato cardinale presbitero dei Santi Nereo e Achilleo (titolo ricevuto il 20 luglio 1739); deceduto il 2 marzo 1758.

## 15 luglio 1739 (XIV)
- Marcellino Corio, governatore di Roma e vice-camerlengo di Santa Romana Chiesa; creato cardinale diacono di Sant'Adriano al Foro; deceduto il 20 febbraio 1742.

## 30 settembre 1739 (XV)
- Prospero Colonna, uditore della Camera Apostolica; creato cardinale diacono di Sant'Angelo in Pescheria; deceduto il 4 marzo 1743;
- Carlo Maria Sacripante, uditore della Camera Apostolica; creato cardinale diacono di Santa Maria in Aquiro; deceduto il 4 novembre 1758.

## Fonti
- (EN) Current and historical information about the Bishops and Dioceses of the Catholic Hierarchy around the world, su catholic-hierarchy.org.